# توماس سيغوفيا
توماس سيغوفيا (بالإسبانية: Tomás Segovia)‏ هو مترجم وكاتب مكسيكي وإسباني، ولد في 21 مايو 1927 في بلنسية في إسبانيا، وتوفي في 7 نوفمبر 2011 في مدينة مكسيكو في المكسيك.